# Cléber Schwenck Tiene
Cléber Schwenck Tiene (* 8. Februar 1979 in Nova Iguaçu) ist ein ehemaliger brasilianischer Fußballspieler und aktiver Fußballtrainer.

## Karriere
Schwenck begann seine Karriere 1998 bei Nova Iguaçu FC und spielte unter anderem auch bei Clube de Regatas Brasil und Al-Riyadh SC (Saudi-Arabien). 2004 wechselte er zum Erstligisten Cruzeiro EC. Danach spielte er bei Botafogo FR. 2005 wechselte er zum japanischen Zweitligisten Vegalta Sendai. 2006 kehrte er nach Brasilien zurück und unterschrieb einen Vertrag bei Figueirense FC. Als er auch in der Série A 2006 mit 14 Toren Zweiter in der Torschützenliste. 2007 wechselte er zum israelischen Beitar Jerusalem. Mit dem Verein wurde er 2006/07 israelischer Meister. Danach spielte er beim südkoreanischen Pohang Steelers. Mit dem Verein wurde er 2007 südkoreanischer Meister. 2008 kehrte er nach Brasilien zurück und unterschrieb einen Vertrag bei Goiás EC. Anschließend wechselte er jede Saison den Verein. Von 2009 bis 2018 war er außerdem noch bei den Vereinen Figueirense FC, EC Vitória, Criciúma EC, Guarani FC, ABC Natal und Joinville EC unter Vertrag. 2014 feierte er mit Joinville die Zweitligameisterschaft.

## Erfolge
CFZ
- Distriktmeisterschaft von Brasília: 2002

Cruzeiro
- Staatsmeisterschaft von Minas Gerais: 2004

Figueirense
- Staatsmeisterschaft von Santa Catarina: 2006

Beitar Jerusalem
- Israelischer Meister: 2006/07

Pohang Steelers
- Südkoreanischer Meister: 2007

Vitória
- Staatsmeisterschaft von Bahia: 2010
- Copa do Nordeste: 2010

CRB
- Staatsmeisterschaft von Alagoas: 2013

Joinville
- Série B: 2014

Nova Iguaçu
- Staatsmeisterschaft von Rio de Janeiro - Série B: 2016